# Masaya Kikawada
Masaya Kikawada est un acteur japonais né le 1er juin 1980 à Niiza, au Japon.

## Filmographie

### Films
- 2000 : Whiteout (ホワイトアウト, Howaitoauto?) de Setsurō Wakamatsu
- 2001 : Tomie: Re-birth dans le rôle de Shun'ichi Hosoda.
- 2003 : Battle Royale 2 dans le rôle de Shintaro Makimura.
- 2004 : Pretty Guardian Sailor Moon: Act Special dans le rôle de Furuhata Motoki.
- 2005 : Kamen Rider The First
- 2006 : Tannka dans le rôle de Kei.
- 2007 : Dear Friends dans le rôle de Yousuke.
- 2007 : Kamen Rider The Next

### Séries TV
- 1998 : Urutoraman Gaia dans le rôle du jeune Wagamu.
- 2003/2004 : Pretty Guardian Sailor Moon dans le rôle de Furuhata Motoki.
- 2005 : Fukigen na jiin dans le rôle de Kenichi Shiraishi.
- 2005 : Kamen Rider Kabuto (1 épisode) dans le rôle de Takeshi Hongo.
- 2005 : Pretty Guardian Sailor Moon: Act Zero dans le rôle de Furuhata Motoki.
- 2006 : My Boss, My Hero dans le rôle de Mikio Sakaki.

### DVD
- 2004/2005 : Pretty Guardian Sailor Moon - volume 1 à 12.
- 2004 : Pretty Guardian Sailor Moon: Kirari Super Live
- 2004 : Pretty Guardian Sailor Moon: Act Special
- 2004 : Pretty Guardian Sailor Moon: Act Zero